# Заврх (Требнє)
Заврх (словен. Zavrh) — поселення в общині Требнє, регіон Південно-Східна Словенія, Словенія.